# Gédéon Tallemant des Réaux
Gédéon Tallemant des Réaux (* 2. Oktober 1619 in La Rochelle; † 10. November 1692 in Paris) war ein französischer Schriftsteller.

## Leben

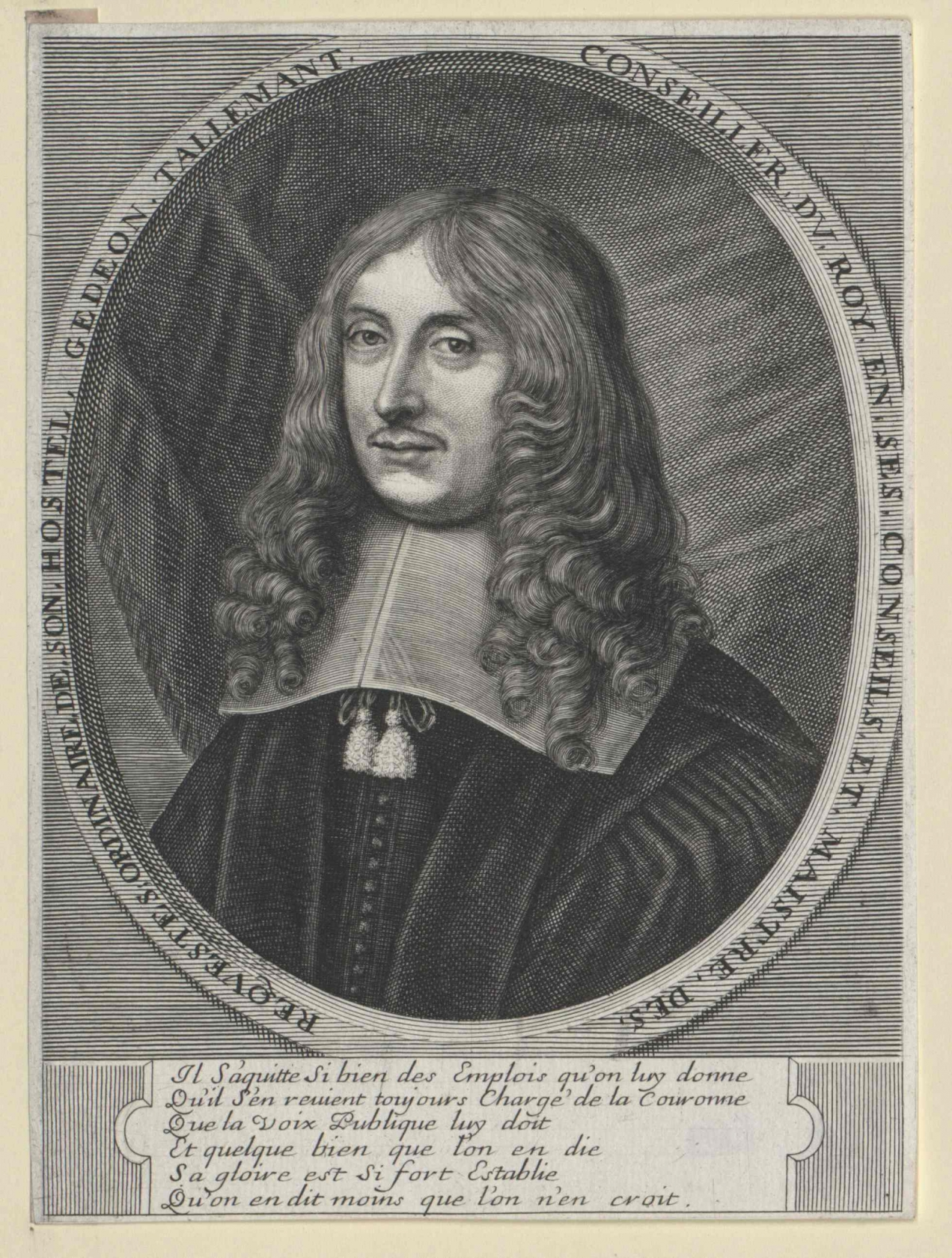
Gédéon Tallemant des Réaux

Gédéon Tallemant war der Sohn von Pierre Tallemant und seiner zweiten Frau Marie Rambouillet. Die aus Tournai in Flandern stammende protestantische Familie war seit 1561 in La Rochelle ansässig und wurde durch Bank- und Versicherungsgeschäfte sehr wohlhabend.
Nach einem Aufenthalt in Bordeaux übersiedelte die Familie 1634 nach Paris. Im Unterschied zu den übrigen Mitgliedern der Familie hatte der junge Gédéon kein Interesse an kommerziellen Aktivitäten und widmete sich der Literatur. 1638 unternahm er eine Reise nach Rom. Am 14. Januar 1646 heiratete er die zwölfjährige Élisabeth Rambouillet, die Tochter seines Cousins. Er wurde Mitglied des berühmten literarischen Salons der Marquise de Rambouillet.
1661 kam es zum Bankrott des Hauses Tallemant. Kurz darauf trennte sich seine Frau von ihm, konvertierte zum Katholizismus und zog sich in ein Kloster zurück.
Langsam besserte sich die finanzielle Lage wieder, wenn auch nie der Reichtum früherer Jahre erreicht wurde. Auch seine Frau kehrte wieder zu ihm zurück.
Mit der Änderung des politischen Klimas unter Ludwig XIV. wurde das Leben für Protestanten immer schwieriger. Durch das Edikt von Fontainebleau wurde am 18. Oktober 1685 das Edikt von Nantes aufgehoben, das den Protestanten Religionsfreiheit gewährt hatte. Tallemant des Réaux konvertierte schon drei Monate vorher zum Katholizismus. Eine seiner Töchter, Charlotte, weigerte sich abzuschwören, wurde verhaftet und aus Frankreich ausgewiesen.
Er starb am 10. November 1692 in Paris.

## Werk
Keines seiner Werke wurde zu seinen Lebzeiten gedruckt. Er verfasste eine Tragödie, Epigramme, Rondeaus und zahlreiche Gelegenheitsgedichte. Bekannt ist er jedoch vor allem als Autor der Historiettes, einer Sammlung von Anekdoten über seine Zeitgenossen. Im Vorwort nennt er sein Ziel, wahrheitsgemäß über alles zu berichten, was er in Erfahrung bringen konnte und was nicht in gedruckten Werken zu finden ist. Zahlreichen Persönlichkeiten aus Aristokratie, Gesellschaft, Literatur und Wissenschaft ist eine Historiette gewidmet: Heinrich IV., Ludwig XIII., Kardinal Richelieu, François de Malherbe, Paul Scarron, François Viète, Étienne Pascal samt seinen Kindern Blaise Pascal und Jacqueline Pascal sowie vielen anderen.
Jahrhundertelang blieb das Werk weitgehend unbekannt, bis der Besitzer der Original-Handschrift 1834/1835 die erste Ausgabe veröffentlichte. Diese sorgte für einen Skandal, weil die oft wenig schmeichelhaften Historiettes dem idealisierten Bild von Frankreichs „Grand Siècle“ widersprachen. Tallemant des Réaux wurde als Verleumder abgetan, der mit erfundenen Geschichten über das Privatleben der Großen diese anzuschwärzen versuchte.
Im 20. Jahrhundert wurde er weitgehend rehabilitiert, vor allem durch die Arbeiten von Émile Magne und Antoine Adam, der die Ausgabe der Historiettes für die Bibliothèque de la Pléiade vorbereitete. Durch Vergleich mit zahlreichen anderen zeitgenössischen Quellen konnte der Wahrheitsgehalt vieler Historiettes nachgewiesen werden.
Trotz mancher Vorurteile, einseitiger Sichtweisen des Autors und einiger faktischer Fehler sind die Historiettes eine Quelle von unschätzbarem Wert für die Geschichte des 17. Jahrhunderts in Frankreich.

### Werkausgaben und Übersetzungen
- Les historiettes de Tallemant Des Réaux : mémoires pour servir à l'histoire du XVIIe siècle, publiés sur le manuscrit inédit et autographe; avec des éclaircissements et des notes par MM. Monmerqué, Membre de l'Institut, de Chateaugiron et Taschereau. 6 Bände, Levavasseur, Paris 1834–35. Online bei Gallica:
  - Band 1
  - Band 2
  - Band 3
  - Band 4
  - Band 5
  - Band 6
- Gédéon Tallemant des Réaux: Historiettes I. Bibliothèque de la Pléiade, Gallimard, Paris 1960, ISBN 2-07-010547-4
- Gédéon Tallemant des Réaux: Historiettes II. Bibliothèque de la Pléiade, Gallimard, Paris 1961, ISBN 2-07-010548-2
- Tallemant des Réaux: Die Histörchen. Übersetzung, Auswahl, Kommentar und Vorwort von Fritz Nies. Amadis Verlag, Karlsruhe 1963.
- Gédéon Tallemant des Réaux: Salongeschichten – Historiettes. Übersetzt und herausgegeben von Wolfgang Tschöke, Manesse Verlag, Zürich, 1996, ISBN 3717582186

### Sekundärliteratur
- Émile Magne: La joyeuse jeunesse de Tallemant des Réaux. Émile-Paul frères, Paris 1921, online bei archive.org
- Émile Magne: La fin troublée de Tallemant des Réaux. Émile-Paul frères, Paris 1922, online bei archive.org